# Château de Brassac (Ariège)
Pour les articles homonymes, voir Château de Brassac.
Le château de Brassac se trouve en Barguillière, sur la commune de Brassac, au centre du département de l'Ariège, en France.

## Localisation
Propriété communale, le château et son parc sont situés immédiatement au nord du village, desservis par une voirie communale. Foix se trouve à l'Est 5 km environ à vol d'oiseau.

## Historique
La famille Saint-Jean de Pointis, originaire du Comminges et du Couserans (lire château de Castelbon), en a été le propriétaire et l'a vraisemblablement édifié dans son apparence actuelle.

Durant la période très trouble à compter du 10 août 1792, cédant devant la Commune, l’Assemblée nationale législative autorise les visites domiciliaires le 28 août 1792. Dans son mémoire D’une révolution à l’autre : Les mouvements populaires ariègeois (1789-1848), Damien Franchini relate : 

« En Ariège, cette mission est confiée à un certain Séguier-Lapique qui, accompagné d'une troupe, entreprend de visiter les différents châteaux du pays de Foix. Cette foule, à laquelle s'est jointe des groupes de pillards, se livre à des dévastations et des rapines, outrepassant ainsi les ordres des administrations supérieures. La série des déprédations débute le 23 septembre [1792] lorsque 5 à 600 personnes armées de sabres, fusils, bâtons et haches se portent au château de Brassac, l'investissent et le livrent au pillage. La garde nationale assiste attentiste à l'incendie de la bâtisse quand elle ne prend pas elle-même part aux destructions. Le même jour, des individus s'en prennent aux châteaux de Ganac et de Bénac où ils emportent des meubles et différents matériaux tels que du bois, des planches et des tuiles. »

Il a été reconstruit au début du XIXe siècle. Après le décès du châtelain Amable Saint-Jean de Pointis, né au château de Lacombe à Tarascon-sur-Ariège le 7 septembre 1882 et Mort pour la France le 28 avril 1917, d'une blessure de guerre, à l'Hôpital civil de Châlons-en-Champagne (Marne), le château et son parc sont acquis par la commune de Brassac.

## Description
Une tour d'angle carrée couverte en ardoise apporte la touche de noblesse à l'édifice.

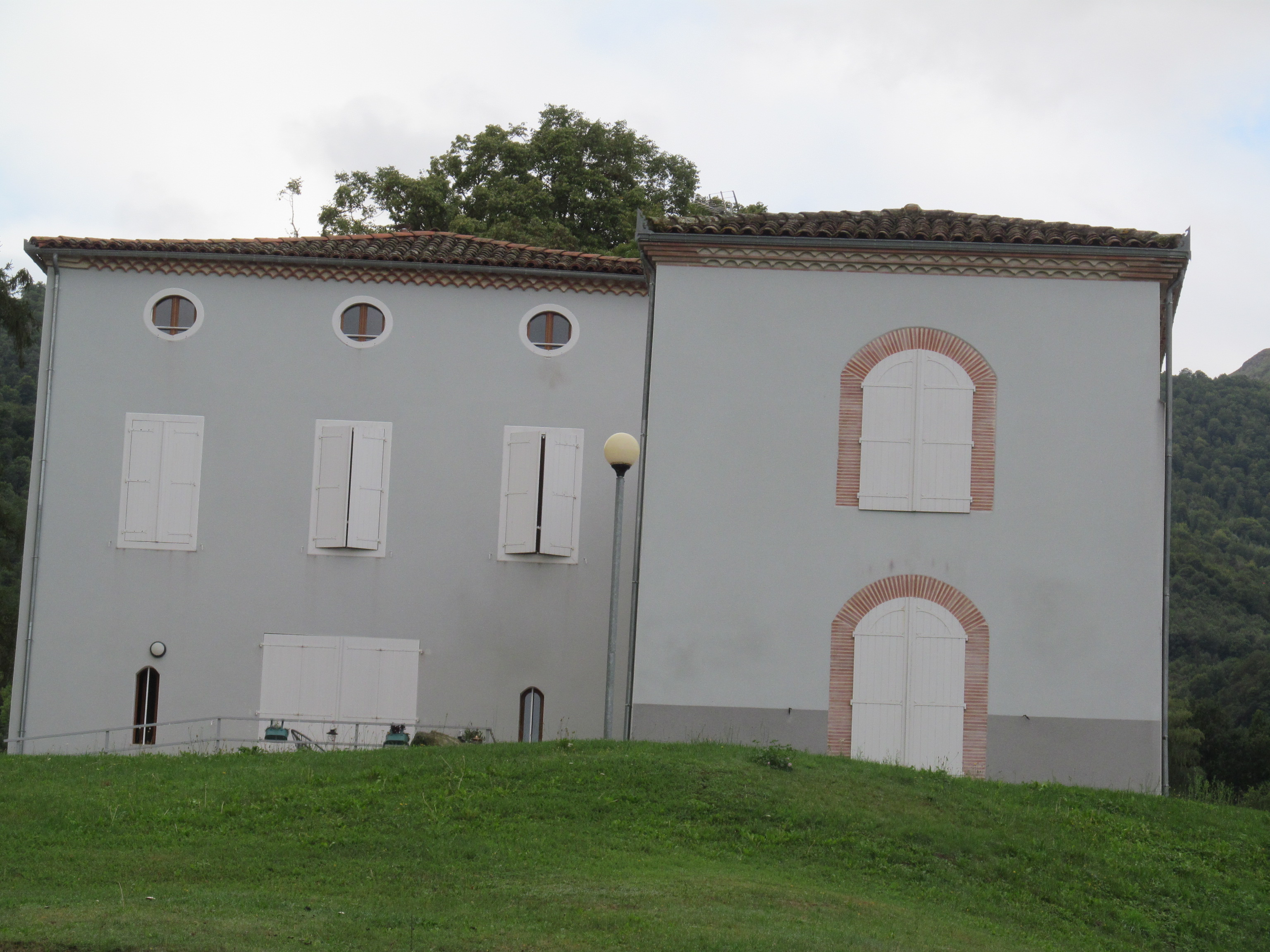

## Parc
Le parc arboré et entretenu intègre 10 chalets équipés pour l'accueil touristiques.